# Cabanillas del Campo
Cabanillas del Campo ist eine zentralspanische Kleinstadt und eine Gemeinde mit 11.329 Einwohnern (Stand: 2024) in der Provinz Guadalajara in der Autonomen Gemeinschaft Kastilien-La Mancha.

## Geschichte
Die wenigen Informationen, die über Cabanillas del Campo in der Vergangenheit bekannt sind, gehen auf das 9. Jahrhundert zurück. Was aus dem Namen des Ortes deutlicher hervorgeht, ist, dass es sich um eine kleine Gruppe von Hütten handelte, möglicherweise nicht feststehend, die von Bauern und Hirten bewohnt oder einfach nur genutzt wurden. Mit der christlichen Eroberung von Guadalajara im 11. Jahrhundert durch die Truppen von Álvar Fáñez im Dienste von Alfons VI. wurde der Ort Cabanillas Teil der Stadt Guadalajara. 1432 schenkte Juan II. von Kastilien dem Marquis von Santillana mehrere Dörfer, darunter Cabanillas del Campo, als Bezahlung für seine Dienste in seinem Krieg gegen die Fürsten von Aragonien.
Im 21. Jahrhundert wuchs die Bevölkerung sehr stark aufgrund der Nähe zum Großraum Madrid.

## Bevölkerungsentwicklung
| Jahr      | 1857 | 1900 | 1950 | 2001  | 2019   |
| Einwohner | 530  | 664  | 867  | 4.987 | 10.442 |

Wegen der Zuwanderung aus dem Umland ist die Bevölkerung enorm gewachsen.